# Tom Arnold
Thomas Duane „Tom“ Arnold (* 6. března 1959) je americký herec a komik.

## Životopis

### Osobní život
Arnold se narodil ve městě Ottumwa (stát Iowa, U. S.) jako syn Lindy Kay Grahamové (rozená Collierová) a Jacka Arnolda. Má tři sourozence, Johnnyho, Scotta a Marka. Arnold navštěvoval střední školu v Otumwě (Ottumwa High School) a sólově začal dělat komedii, když mu bylo 23 let. V roce 1983 se seznámil s Roseanne Barrovou, když ho viděla vystupovat. Arnold, který měl židovské předky z matčiny strany, konvertoval k judaismu po svatbě s Barrovou.

### Kariéra
Arnold byl sólový komik, který se stal autorem populární televizního sitcomu Roseanne (který debutoval v roce 1988) poté, co se snažil stát preparátorem. Vzal si hvězdu tohoto seriálu, Roseanne Barrovou, v roce 1990, poté co se rozvedla se svým prvním mužem. Občas se objevil na obrazovce jako postava „Arnie Thomas“. Jeho svatba s Barrovou přitáhla média a především bulvární plátky, především kvůli jejich občasnému násilnickému chování. V roce 1992 hrál Arnold ve svém vlastním sitcomu, The Jackie Thomas Show (Show Jackieho Thomase), který měl 18 epizod.
V roce 1993 si Arnold společně s Barrovou koupili dům v Ottumvě a otevřeli si restauraci, Roseanne and Tom's Big Food Diner, v nedalekém městě Eldon. Oba se objevili v roce 1993 ve filmu The Woman Who Loved Elvis, který se natáčel právě v Ottumwě. Arnold a Barrová se rozvedli v roce 1994 a jejich restaurace byla zavřena v roce 1995. Na konci 90. let 20. století v rádiovém rozhovoru Howard Stern Show Arnold přiznal, že jeho podíl z jeho a Barrové majetku byl spočten na více než 20 000 000 $, a to včetně procent ze seriálu Roseanne, ale nechtěl dál poskytnout detaily odvoláním na práva na soukromí.
V roce 1994 se Arnold objevil jako partner postavy hrané Arnoldem Schwarzeneggerem ve filmu Jamese Camerona True Lies (Pravdivé lži), který také později podpořil Arnolda Schwarzeneggera při kandidatuře na úřad guvernéra. Jeho role ve filmu Pravdivé lži byla parodována v episodě Rodiny Simpsonových, kde neaktivní herec „Troy McClure“ udělá návrat ke kariéře ve filmu McBaina Rodina Simpsonových také ukázala Tom Arnolda mezi lidmi poslanými do slunce raketou v jejich desátém čarodějnickém dílu.
Arnold pořádal Fox Sports Net’s pořad Best Damn Sports Show Period. Nadaboval také postavy Arby’s “Oven Mitt” postavu v reklamách na fast-food restaurace.
V roce 2005 Arnold poprvé dostal roli muže v romantickém filmu Happy Endings. Tentýž rok Arnold hrál ve filmuThe Kid & I, což ho spojilo s Eric Gores, synem milionáře jménem Alec Gores. Jeho syn měl mozkovou obrnu a jeho otec najal Arnolda, jejich souseda v Beverly Hills, aby vytvořil pokračování Erikova oblíbeného filmu Pravdivé lži. Arnold se objevil v Ames, Iowa na prvních Národních hrách pro postižené (National Games for the Special Olympics). Účinkoval během úvodní ceremonie a byl jejich součástí během celé akce.

## Filmografie

### Účinkoval
- Freddy's Dead: The Final Nightmare (1991)
- Hero (1992)
- Coneheads (1993)
- Undercover Blues (1993)
- True Lies (1994)
- Nine Months (1995)
- Big Bully (1996)
- Carpool (film)|Carpool (1996)
- The Stupids (1996)
- Touch (film)|Touch (1997)
- McHale's Navy (1997)
- Austin Powers: International Man of Mystery (1997)
- Hacks (1997)
- National Lampoon's Golf Punks (1998)
- Buster & Chauncey's Silent Night (1998) (hlas)
- Blue Ridge Fall (1999)
- Animal Factory (2000)
- We Married Margo (2000) (Cameo)
- Civility (2000)
- Just Sue Me (2000)
- Ways of the Taxidermist (2000)
- Welcome to Hollywood (2000) (Cameo)
- Shriek: IF YOU KNOW WHAT I DID LAST FRIDAY THE 13TH (1991)
- Exit Wounds (2001)
- Lloyd (2001)
- Ablaze (2001)
- Return of the Taxidermist (2002)
- Hansel & Gretel (2002)
- Children on Their Birthdays (2002)
- Manhood (2003)
- Cradle 2 the Grave (2003)
- National Lampoon's Barely Legal (2003)
- Dickie Roberts: Former Child Star]' (2003)
- Just for Kicks (2003)
- Soul Plane (2004)
- Mr. 3000 (2004) (Cameo)
- Firedog (2005) (hlas)
- Revenge of the Taxidermist (2005)
- Happy Endings (2005)
- Kicking & Screaming (2005) (Cameo)
- Rebound (2005) (Cameo)
- The Kid & I. (2005)
- Cloud 9 (2006)
- Remarkable Power (2007)
- Gardens of the Night (2007)
- Pride (2007)
- Palo Alto (2007)
- Jocking Around (2007)
- The Final Season (2007)
- Oranges (2008)
- The Year of Getting to Know Us (2008)
- Unsteable Fables: The Goldilocks and 3 Bears Show (2009) (hlas)

### Menší projekty
- Fever Pitch (2001)

### Připravuje se
- April Showers (2008)
- Good Dick (2008)
- The Skeptic (2008)
- The Jerk Theory (2008)
- The 1 Second Film (2009) (producent)